# Federazione italiana di elettrotecnica, elettronica, automazione, informatica e telecomunicazioni
La Federazione italiana di elettrotecnica, elettronica, automazione, informatica e telecomunicazioni, nota anche come AEIT è un'associazione nata nel 2004, proseguendo sulla strada tracciata dalla Associazione elettrotecnica italiana, poi Associazione elettrotecnica ed elettronica italiana, a sua volta fondata nel 1896 da Galileo Ferraris.
Lo scopo dell'associazione è la promozione dello studio dell'elettricità e «lo sviluppo delle sue applicazioni nei campi dell'automazione, dell'energia e del trattamento dell'informazione (telecomunicazioni e informatica)». Questo fine è perseguito attraverso pubblicazioni di libri e riviste, conferenze, elaborazione di documenti di riferimento e borse di studio, oltre che con la collaborazione con istituzioni italiane e straniere.
L'AEIT dichiara di contare 6000 soci individuali e circa 350 soci collettivi (ossia istituzioni, università e aziende) ed è organizzata sul territorio con 19 sedi locali.
Le sono collegate poi quattro associazioni tematiche più focalizzate su temi specifici:
- l'Associazione energia elettrica (AEE)
- l'Associazione per la tecnologia dell'informazione e delle comunicazioni (AICT)
- l'Associazione microelettronica, elettronica, semiconduttori (AMES)
- l'Associazione scienze e tecnologie per la ricerca e l'industria (ASTRI)

## Collaborazioni
La AEIT collabora con:
- IEEE Institute of Electrical and Electronic Engineers (convenzione che prevede uno sconto sulla quota annuale di entrambe le associazioni)
- AICQ Associazione Italiana Cultura Qualità
- IMQ Istituto Italiano del Marchio di Qualità
- CEI Comitato Elettrotecnico Italiano